# 黃石公泡疹介
黃石公泡疹介（学名：Phlyctocythere huangshihguni）为彎貝介科泡疹介屬下的一个种。